# Krytyszyn
Krytyszyn (biał. Крытышын, Krytyszyn; ros. Крытышин, Krytyszyn) – agromiasteczko na Białorusi, w obwodzie brzeskim, w rejonie janowskim, w sielsowiecie Rudzk, nad Niesłuchą.

## Historia
W XIX i w początkach XX w. wieś i kolonia położone w Rosji, w guberni mińskiej, w powiecie kobryńskim, w gminie Janowo.
W dwudziestoleciu międzywojennym leżał w Polsce, w województwie poleskim, w powiecie drohickim, w gminie Janów. W 1921 miejscowość liczyła 480 mieszkańców, zamieszkałych w 84 budynkach, w tym 235 tutejszych, 232 Białorusinów i 13 Żydów. 464 mieszkańców było wyznania prawosławnego, 13 mojżeszowego i 3 rzymskokatolickiego.
Po II wojnie światowej w granicach Związku Radzieckiego. Od 1991 w niepodległej Białorusi. Do 26 czerwca 2013 siedziba sielsowietu Krytyszyn, obejmującego 8 miejscowości.